# 1970 en Israël
Chronologie d'Israël (en)
- 1966
- 1967
- 1968
- 1969
- 1970
- 1971
- 1972
- 1973
- 1974

Cette page concerne des évènements survenus en 1970 en Israël  :

## Évènement
- juillet 1967-août 1970 :  Guerre d'usure dans le conflit israélo-arabe
- janvier-avril : Opération Priha (en)
- 8 avril : Massacre de Bahr el-Baqar
- 4 mai : Attaque de l'ambassade d'Israël à Asuncion (Paraguay), première attaque d'une ambassade d'Israël
- 12 mai : Résolution 279 du Conseil de sécurité des Nations unies
- 19 mai : Résolution 280 du Conseil de sécurité des Nations unies
- 22 mai : Attaque du car scolaire d'Avivim
- 5 septembre : Résolution 285 du Conseil de sécurité des Nations unies
- 6 septembre : Détournements de Dawson's Field
- 30 décembre : Incendie de Neot HaKikar (en)

## Sport
- Équipe d'Israël de football à la Coupe du monde
- Participation d'Israël aux Jeux asiatiques (en)

## Culture

### Sortie de film
- Le Client de la morte-saison
- Madron
- Le Policier Azoulay
- La Provocation
- Le Rêveur
- La Salamandre du désert

## Création
- Hapoël Eilat (club de basket-ball)
- Luna Park (Tel Aviv)
- Maccabi Kafr Kanna F.C. (en) (club de football)

## Dissolution - Fermeture
- Maccabi Shmuel Tel Aviv F.C. (en)  (club de football)

## Naissance
- Nili Abramski (en), coureuse longue-distance.
- Yigal Amir, assassin d'Yitzhak Rabin.
- Avishai Cohen, contrebassiste de jazz.
- Ariel Horowitz, chanteur et compositeur.
- Shay-Oren Smadja, judoka.

## Décès
- Samuel Joseph Agnon, écrivain.
- Nathan Alterman, journaliste, poète et écrivain.
- Aryeh Ben-Eliezer (en), personnalité politique.
- Leah Goldberg, poétesse.
- Hanoch Yelon (en), linguiste.